# Krzysztof Chudzio

Wappen von Krzysztof Chudzio

Krzysztof Chudzio (* 25. Juni 1963 in Przemyśl) ist ein polnischer Geistlicher und römisch-katholischer Weihbischof in Przemyśl.

## Leben
Nach dem Studium der Philosophie und der Katholischen Theologie am Priesterseminar in Przemyśl empfing Krzysztof Chudzio am 4. Juni 1988 durch den Bischof von Przemyśl, Ignacy Tokarczuk, das Sakrament der Priesterweihe.
Von 1988 bis 1989 war Krzysztof Chudzio Pfarrvikar in Krosno. Danach wurde er in die Ukraine in das Bistum Kamjanez-Podilskyj entsandt, wo er als Sekretär des Bischofs und Diözesankanzler tätig war. 2005 kehrte er in das Erzbistum Przemyśl zurück und wurde Direktor des Diözesanmuseums. Von 2006 bis 2015 war Chudzio Spiritual am Priesterseminar und lehrte am Theologischen Institut in Przemyśl. Anschließend wurde er Pfarrer in Jasienica Rosielna und Ehrendomherr des Domkapitels der Kathedrale von Przemyśl.
Am 3. April 2020 ernannte ihn Papst Franziskus zum Titularbischof von Marazanae und zum Weihbischof in Przemyśl. Der Erzbischof von Przemyśl, Adam Szal, spendete ihm am 2. Mai desselben Jahres in der Kathedrale von Przemyśl die Bischofsweihe; Mitkonsekratoren waren der emeritierte Erzbischof von Przemyśl, Józef Michalik, und der Weihbischof in Przemyśl, Stanisław Jamrozek.